# Ernst Ludwig của Hessen và Rhein
Ernst Ludwig (tiếng Đức: Ernst Ludwig Karl Albrecht Wilhelm; 25 tháng 11 năm 1868 – 9 tháng 10 năm 1937) là Đại công tước cuối cùng của Hessen và Rhein, trị vì từ năm 1892 đến năm 1918, vào cuối Chiến tranh thế giới thứ nhất. Cha của ông là đại công tước Ludwig IV, người mà ông kế vị vào ngày 13 tháng 3 năm 1892, và mẹ của ông là Công chúa Alice, con gái của Nữ hoàng Victoria của Anh và Vương tế Albert.

## Cuộc sống ban đầu

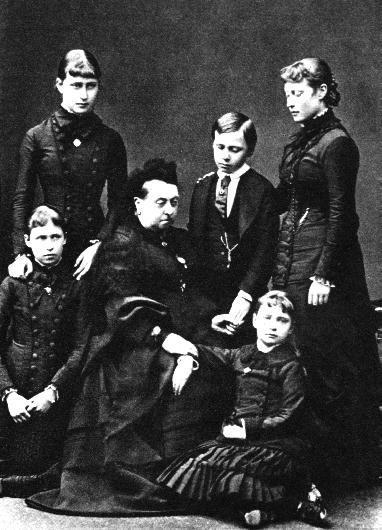
Ernst năm 1879 với bà ngoại là Nữ hoàng Victoria và các chị gái Victoria, Elisabeth, Irene và Alix hai tháng sau cái chết của mẹ và em gái út. Tất cả đều mặc đồ tang.

Ernst Ludwig sinh ra tại Neues Palais, Darmstatd là con trai cả của Ludwig IV, Đại công tước Hessen và Rhein và Công chúa Alice của Liên hiệp Anh, con gái của Nữ hoàng Victoria và Vương tế Albert xứ Sachsen-Coburg và Gotha. Ông được đặt tên là Ludwig theo tên cha mình. Tên gọi khi ở nhà của ông là "Ernie". Là một trong bảy anh chị em, hai người trong số họ đã mất khi còn nhỏ, Ernst lớn lên cùng bốn người chị em của mình ở Darmstadt. Các chị em gái của ông, Alix là Sa hậu của Nga, với tư cách là vợ của Sa hoàng Nikolai II, hoàng đế cuối cùng của Nga, và chị gái lớn của ông, Victoria Mounbatten, là mẹ của Vương hậu Louise của Thụy Điển và Công nương Alice xứ Battenberg, mẹ của Vương tế Philip, Công tước xứ Edinburgh.
Ernst Ludwig lớn lên ở Darmstadt trong một gia đình đầy yêu thương, nơi mà sự nuôi dạy của ông không chính thức như chuẩn mực đối với một người có địa vị như ông. Ernst Ludwig và anh chị em của ông được nuôi dạy theo phong tục Anh và họ đã dành nhiều kỳ nghỉ ở Anh với bà ngoại của họ, Nữ hoàng Victoria. Tuy nhiên, cuộc sống thời thơ ấu của ông đã bị bao trùm bởi bi kịch khi ông chứng kiến cái chết của em trai mình, Friedrich, khi ông bị rơi từ cửa sổ xuống ban công cách đó 20 feet. Hai cậu bé đang chơi một trò chơi thì Friedrich bị tai nạn và sau đó chết vì vết thương do bệnh máu khó đông của mình. Ernst Ludwig đã rất đau khổ vì mất mát này và nói với mẹ mình rằng ông mơ thấy mình được lên thiên đường và cầu xin Chúa trả lại em trai cho mình.
Bi kịch lại xảy ra khi cả gia đình đều mắc bệnh bạch hầu vào năm 1878 và căn bệnh này đã cướp đi sinh mạng của cô em gái út Marie và mẹ của ông. Khi những đứa trẻ lần lượt mắc phải căn bệnh này, chúng được mẹ chăm sóc, người đã tuân thủ nghiêm ngặt các quy trình vệ sinh để tránh bị lây bệnh. Tuy nhiên, khi bà kể với Ernst Ludwig về cái chết của em gái mình, ông đã quá đau khổ. Để an ủi con trai của mình, bà đã hôn lên trán ông. Vài ngày sau, bản thân Alice cũng bị bệnh nặng và qua đời vào ngày 14 tháng 12, đúng ngày giỗ của cha bà.
Ernst Ludwig theo học tại Đại học Leipzig, nơi ông học cùng các sinh viên bình thường và phát triển mối quan tâm sâu sắc đến nghệ thuật. Ernst Ludwig cũng dành nhiều thời gian giao lưu hơn là tập trung vào việc học, điều này không làm bà của ông hài lòng. Sau hai năm ở Leipzig, ông theo học tại Đại học Giessen ở Hessen. Điều này tỏ ra kém hiệu quả hơn; các lớp học tập trung vào các vấn đề chính trị, mà ông không mấy hứng thú. Trong khi ở Leipzig, ông háo hức hòa nhập với các sinh viên bình thường, thì ở Giessen, ông tách biệt với các bạn cùng lớp, được đối xử rất tôn trọng như một công tử Hessen. Tuy nhiên ông lại tỏ ra không mấy hứng thú với việc học, ông thậm chí còn thất vọng hơn khi phải đến Potsdam để phục vụ trong quân đội Phổ, nơi mà ông ghét vì cảm thấy ngột ngạt. Những khuynh hướng bình đẳng ban đầu của ông nhanh chóng bị lãng quên trong bầu không khí này, và ông trở nên ý thức hơn bao giờ hết về vị trí tương lai của chính mình.

## Hôn nhân

### Cuộc hôn nhân đầu tiên
Nữ hoàng Victoria rất muốn Ernst Ludwig kết hôn với người em họ đầu tiên của mình, Victoria Melita, biệt danh là "Ducky", con gái của cậu ruột ông, công tước Alfred xứ Edinburgh. Nhưng bà đã yêu một người  họ khác, Đại vương công Kirill Vladimirovich của Nga, tuy nhiên cuộc hôn nhân của họ đã bị cấm vì Giáo hội Chính thống giáo Nga cấm kết hôn giữa những người anh em họ. Quá đau khổ, Victoria Melita đã khuất phục trước áp lực của gia đình và đồng ý kết hôn với Ernst Ludwig.
Đám cưới diễn ra tại Schloss Ehrenburg ở Coburg vào ngày 19 tháng 4 năm 1894 nhưng sự kiện này bị lu mờ bởi tin tức em gái của Ernst Ludwig, Alix, đã đính hôn với hoàng thái tử Nikolai của Nga. Cuộc hôn nhân là một thảm họa ngay từ đầu vì cả hai không hợp nhau, tuy nhiên họ nổi tiếng với những bữa tiệc nổi tiếng được tổ chức đều đặn. Thật không may, Victoria Melita không mấy hứng thú với việc thực hiện nhiệm vụ của mình với tư cách là nữ công tước và điều này dẫn đến những cuộc tranh cãi nảy lửa giữa hai người.
Cặp đôi có với nhau hai người con, Elisabeth, vào ngày 11 tháng 3 năm 1895, và một đứa con trai chết lưu vào ngày 25 tháng 5 năm 1900. Ernst Ludwig rất cưng chiều con gái và dành hết sự chú ý cho cô khi cuộc hôn nhân của ông tan vỡ. Victoria Melita bắt đầu dành nhiều thời gian ở Monte Carlo, nơi bà tiêu rất nhiều tiền tại các bàn chơi bài và cầu xin Nữ hoàng Victoria cho phép họ ly hôn. Nữ hoàng đã cấm điều đó với lý do họ có một đứa con cần bảo vệ và nên nỗ lực hơn nữa để cuộc hôn nhân của họ được tốt đẹp.
Khi Nữ hoàng Victoria qua đời, Victoria Melita đã không lãng phí thời gian để chấm dứt cuộc hôn nhân và Tòa án Tối cao Hessen đã chấp thuận đơn ly hôn vào ngày 21 tháng 12 năm 1901 với lý do cả hai đều không hợp nhau. Cặp đôi được trao quyền nuôi con gái chung, tuy nhiên Elisabeth thích ở với cha mình hơn và phải thuyết phục bà đến thăm mẹ mình, người rất muốn xây dựng mối quan hệ. Sau khi ly hôn, Victoria Melita đã tung tin đồn Ernst Ludwig là người đồng tính và đã bị bắt gặp trong một tình huống thỏa hiệp với một người hầu nam. Bất chấp sự thật, Victoria Melita đã kết hôn với mối tình đầu của mình, Đại vương công Kirill Vladimirovich, mà không có sự đồng ý và có thêm ba đứa con nữa.
Ernst Ludwig dành thời gian cho con gái mình, tuy nhiên ông đã suy sụp khi cô bé mắc bệnh sốt thương hàn trong khi ở với em gái Alix và những người còn lại trong gia đình hoàng gia tại nhà nghỉ săn bắn của họ ở Ba Lan. Cô bé qua đời vào ngày 16 tháng 11 năm 1903 trước khi cha mẹ cô bé có thể đến bên giường cô bé và nhiệm vụ cuối cùng của họ cùng nhau là chôn cất đứa con duy nhất còn sống sót. Elisabeth được đưa trở lại Darmstadt, nơi cha cô bé đã lên kế hoạch tổ chức một đám tang trắng cho cô bé và người dân Darmstadt đã khóc nức nở khi họ tập trung để đưa tang cô bé. Elisabeth được chôn cất tại Rosenhöhe cùng với những thành viên khác của gia đình đại công tước Hessen và một thiên thần bằng đá cẩm thạch được đặt trên mộ cô bé. Ernst Ludwig đau khổ không bao giờ vượt qua được cái chết của con gái mình và gọi cô bé là "ánh nắng trong cuộc đời ông" trong hồi ký của mình.

### Cuộc hôn nhân thứ hai
Vào ngày 2 tháng 2 năm 1905, Ernst Ludwig kết hôn với Eleonore xứ Solms-Hohensolms-Lich và họ có hai người con trai, Georg Donatus, sinh ngày 8 tháng 11 năm 1906, và Ludwig, sinh ngày 20 tháng 11 năm 1908. Cuộc hôn nhân thứ hai này hạnh phúc hơn nhiều vì cặp đôi này hợp nhau hơn và Eleanore bằng lòng để Ernst Ludwig đắm chìm vào những nỗ lực nghệ thuật của mình. Eleanore cũng có một cảm giác sâu sắc về những gì được yêu cầu ở bà với tư cách là công tước phu nhân và thực hiện nhiệm vụ của mình mà không phàn nàn.

## Chiến tranh thế giới thứ nhất
Trong Chiến tranh thế giới thứ nhất, Ernst Ludwig phục vụ với tư cách là tướng bộ binh tại bộ chỉ huy của hoàng đế Wilhelm II. Vào tháng 2 năm 1917, Cách mạng tháng Hai ở Nga đã buộc em rể của ông, Sa hoàng  II, phải thoái vị. Ông phải đối mặt với thảm kịch mới khi chị gái ông, Sa hậu Alexandra cùng chồng và các con của bà bị những người cộng sản Bolshevik sát hại. Chị gái ông, Elisabeth, người đã trở thành một nữ tu sau cái chết của chồng, cũng bị giết chết sau . Khi chiến tranh kết thúc, Ernst Ludwig đã mất ngai vàng công tước sau khi từ chối thoái vị.

## Qua đời
Ernst Ludwig mất ngày 9 tháng 10 năm 1937 sau một thời gian dài bị bệnh tại Schloß Wolfsgarten, gần Darmstadt và được chôn cất bên cạnh con gái ông, Elisabeth, tại một nghĩa trang ngoài trời mới bên cạnh Lăng mộ mới mà ông đã xây dựng trong công viên  Rosenhöhe, Darmstadt.

## Danh dự
Ông đã nhận được các huy chương và huân chương sau đây:
Danh dự ở Đức
- Công quốc Hessen và Rhein:
  - Đại Thập Tự Huân chương Ludwig
  - Đại Thập Tự Huân chương Công trạng Philip Hào hiệp
  - Hiệp sĩ Sư tử Vàng
  - Người sáng lập Huân chương Ngôi sao Brabant, 14 tháng 6 năm 1914[11]
- Anhalt: Đại Thập Tự Huân chương Gấu Albert
- Baden:[12]
  - Hiệp sĩ Huân chương Hoàng gia Trung thành, 1888
  - Hiệp sĩ Huân chương Berthold Đệ nhất, 1888
- Bayern: Hiệp sĩ Thánh Hubertus, 1892[13]
- Brunswick: Đại Thập Tự Huân chương Sư tử Heinrich
- Các công quốc Ernestine: Đại Thập Tự Huân chương Hội đồng Sachsen-Ernestine
- Mecklenburg: Đại Thập Tự Vương thất Wendish
- Oldenburg: Đại Thập Tự Huân chương Công tước Peter Friedrich Ludwig
- Saxe-Weimar-Eisenach: Đại Thập Tự Chim ưng Trắng
- Sachsen: Hiệp sĩ Vương thất Vân hương, 1892[14]
- Württemberg: Đại Thập Tự Vương thất Württemberg, 1893[15]
- Vương quốc Phổ:
  - Hiệp sĩ Đại bàng đen
  - Đại Thập Tự Đại bàng đỏ
  - Đại Thập tự chỉ huy Hoàng gia Huân chương Hohenzollern
- Hohenzollern: Thập tự giá danh dự Huân chương Hoàng gia Vương tử Hohenzollern, hạng nhất

Danh dự ở nước ngoài
- Áo-Hung: Đại Thập tự Huân chương Hoàng gia Hungary Thánh István, 1893[16]
- Bulgaria: Đại Thập tự Thánh Aleksandr
- Hy Lạp: Đại Thập tự Đấng Cứu chuộc
- Ý: Hiệp sĩ Truyền tin, 4 tháng 9 năm 1897[17]
  -  Vương tộc Công quốc Parma: Huân chương Đại Thập Tự Costantiniano Thánh Giorgio
- Montenegro: Đại Thập tự Huân chương Hoàng tử Danilo I
- România: Đại Thập tự Ngôi sao România
- Nga:
  - Hiệp sĩ Thánh Anrê, tháng 2 năm 1889
  - Hiệp sĩ Thánh Aleksandr Nevsky, tháng 2 năm 1889
  - Hiệp sĩ Đại bàng trắng, tháng 2 năm 1889
  - Hiệp sĩ Thánh Anna, hạng nhất, tháng 2 năm 1889
  - Hiệp sĩ Thánh Stanislav, hạn nhất, tháng 2 năm 1889
  - Hiệp sĩ Thánh Vladimir, hạng 4
- Xiêm: Đại Thập tự Voi Trắng
- Tây Ban Nha: Hiệp sĩ Lông cừu vàng, 16 tháng 7 năm 1910[18]
- Liên hiệp Anh:
  - Đại Thập Tự Danh Dự Bath (dấn sự), 21 tháng 6 năm 1887[19] (expelled in 1915)
  - Hiệp sĩ Garter, 16 tháng 5 năm 1892[20] (bị trục năm 1915)
  - Người nhận Chuỗi Xích Hoàng gia Victoria, 10 tháng 8 năm 1902[21] (bị trục năm 1915)

## Tổ tiên
| \| \| \| \| \| \| \| \| \| \| \| 8. Ludwig II, Đại Công tước Hessen và Rhein \| \| \| \| \| \| \| \| \| \| \| \| \| \| \| \| \| \| \| \| \| \| \| \| \| \| \| \| \| \| \| \| \| \| \| \| \| \| \| \| \| \| \| \| \| \| \| \| \| \| \| 4. Công tử Karl xứ Hessen và Rhein \| \| \| \| \| \| \| \| \| \| \| \| \| \| \| \| \| \| \| \| \| \| \| \| \| \| \| \| \| \| \| \| \| \| \| \| \| \| \| \| \| \| \| \| \| \| \| \| \| \| \| \| \| \| \| \| \| \| \| \| 9. Công chúa Wilhelmine xứ Baden \| \| \| \| \| \| \| \| \| \| \| \| \| \| \| \| \| \| \| \| \| \| \| \| \| \| \| \| \| \| \| \| \| \| \| \| \| \| \| \| \| \| \| \| \| \| \| \| \| \| \| \| \| \| \| \| \| \| \| \| 2. Ludwig IV, Đại Công tước Hessen và Rhein \| \| \| \| \| \| \| \| \| \| \| \| \| \| \| \| \| \| \| \| \| \| \| \| \| \| \| \| \| \| \| \| \| \| \| \| \| \| \| \| \| \| \| \| \| \| \| \| \| \| \| \| \| \| \| \| \| \| \| \| 10. Công tử Wilhelm của Phổ \| \| \| \| \| \| \| \| \| \| \| \| \| \| \| \| \| \| \| \| \| \| \| \| \| \| \| \| \| \| \| \| \| \| \| \| \| \| \| \| \| \| \| \| \| \| \| \| \| \| \| \| \| \| \| \| \| \| \| \| 5. Công chúa Elisabeth của Phổ \| \| \| \| \| \| \| \| \| \| \| \| \| \| \| \| \| \| \| \| \| \| \| \| \| \| \| \| \| \| \| \| \| \| \| \| \| \| \| \| \| \| \| \| \| \| \| \| \| \| \| \| \| \| \| \| \| \| \| \| 11. Công chúa Maria Anna xứ Hessen-Homburg \| \| \| \| \| \| \| \| \| \| \| \| \| \| \| \| \| \| \| \| \| \| \| \| \| \| \| \| \| \| \| \| \| \| \| \| \| \| \| \| \| \| \| \| \| \| \| \| \| \| \| \| \| \| \| \| \| \| \| \| 1. Ernst Ludwig, Đại Công tước Hessen và Rhein \| \| \| \| \| \| \| \| \| \| \| \| \| \| \| \| \| \| \| \| \| \| \| \| \| \| \| \| \| \| \| \| \| \| \| \| \| \| \| \| \| \| \| \| \| \| \| \| \| \| \| \| \| \| \| \| \| \| \| \| 12. Ernst I xứ Sachsen-Coburg và Gotha \| \| \| \| \| \| \| \| \| \| \| \| \| \| \| \| \| \| \| \| \| \| \| \| \| \| \| \| \| \| \| \| \| \| \| \| \| \| \| \| \| \| \| \| \| \| \| \| \| \| \| \| \| \| \| \| \| \| \| \| 6. Công tử Albrecht xứ Sachsen-Coburg và Gotha \| \| \| \| \| \| \| \| \| \| \| \| \| \| \| \| \| \| \| \| \| \| \| \| \| \| \| \| \| \| \| \| \| \| \| \| \| \| \| \| \| \| \| \| \| \| \| \| \| \| \| \| \| \| \| \| \| \| \| \| 13. Công chúa Luise xứ Sachsen-Gotha-Altenburg \| \| \| \| \| \| \| \| \| \| \| \| \| \| \| \| \| \| \| \| \| \| \| \| \| \| \| \| \| \| \| \| \| \| \| \| \| \| \| \| \| \| \| \| \| \| \| \| \| \| \| \| \| \| \| \| \| \| \| \| 3. Công chúa Alice của Vương quốc Liên hiệp Anh \| \| \| \| \| \| \| \| \| \| \| \| \| \| \| \| \| \| \| \| \| \| \| \| \| \| \| \| \| \| \| \| \| \| \| \| \| \| \| \| \| \| \| \| \| \| \| \| \| \| \| \| \| \| \| \| \| \| \| \| 14. Vương tử Edward, Công tước xứ Kent và Strathearn \| \| \| \| \| \| \| \| \| \| \| \| \| \| \| \| \| \| \| \| \| \| \| \| \| \| \| \| \| \| \| \| \| \| \| \| \| \| \| \| \| \| \| \| \| \| \| \| \| \| \| \| \| \| \| \| \| \| \| \| 7. Nữ hoàng Victoria của Anh \| \| \| \| \| \| \| \| \| \| \| \| \| \| \| \| \| \| \| \| \| \| \| \| \| \| \| \| \| \| \| \| \| \| \| \| \| \| \| \| \| \| \| \| \| \| \| \| \| \| \| \| \| \| \| \| \| \| \| \| 15. Victoire xứ Sachsen-Coburg-Saalfeld \| \| \| \| \| \| \| \| \| \| \| \| \| \| \| \| \| \| \| \| \| \| \| \| \| \| \| \| \| \| \| \| \| \| \| \| \| \| \| \| \| \| \| |                                                      |  |  |  |  |  |  |  |  |                                             |  |  |  |
| |                                                      |  |  |  |  |  |  |  |  | 8. Ludwig II, Đại Công tước Hessen và Rhein |  |  |  |
| |                                                      |  |  |  |  |  |  |  |  |                                             |  |  |  |
| |                                                      |  |  |  |  |  |  |  |  |                                             |  |  |  |
| |                                                      |  |  |  |  |  |  |  |  |                                             |  |  |  |
| | 4. Công tử Karl xứ Hessen và Rhein                   |  |  |  |  |  |  |  |  |                                             |  |  |  |
| |                                                      |  |  |  |  |  |  |  |  |                                             |  |  |  |
| |                                                      |  |  |  |  |  |  |  |  |                                             |  |  |  |
| |                                                      |  |  |  |  |  |  |  |  |                                             |  |  |  |
| | 9. Công chúa Wilhelmine xứ Baden                     |  |  |  |  |  |  |  |  |                                             |  |  |  |
| |                                                      |  |  |  |  |  |  |  |  |                                             |  |  |  |
| |                                                      |  |  |  |  |  |  |  |  |                                             |  |  |  |
| |                                                      |  |  |  |  |  |  |  |  |                                             |  |  |  |
| | 2. Ludwig IV, Đại Công tước Hessen và Rhein          |  |  |  |  |  |  |  |  |                                             |  |  |  |
| |                                                      |  |  |  |  |  |  |  |  |                                             |  |  |  |
| |                                                      |  |  |  |  |  |  |  |  |                                             |  |  |  |
| |                                                      |  |  |  |  |  |  |  |  |                                             |  |  |  |
| | 10. Công tử Wilhelm của Phổ                          |  |  |  |  |  |  |  |  |                                             |  |  |  |
| |                                                      |  |  |  |  |  |  |  |  |                                             |  |  |  |
| |                                                      |  |  |  |  |  |  |  |  |                                             |  |  |  |
| |                                                      |  |  |  |  |  |  |  |  |                                             |  |  |  |
| | 5. Công chúa Elisabeth của Phổ                       |  |  |  |  |  |  |  |  |                                             |  |  |  |
| |                                                      |  |  |  |  |  |  |  |  |                                             |  |  |  |
| |                                                      |  |  |  |  |  |  |  |  |                                             |  |  |  |
| |                                                      |  |  |  |  |  |  |  |  |                                             |  |  |  |
| | 11. Công chúa Maria Anna xứ Hessen-Homburg           |  |  |  |  |  |  |  |  |                                             |  |  |  |
| |                                                      |  |  |  |  |  |  |  |  |                                             |  |  |  |
| |                                                      |  |  |  |  |  |  |  |  |                                             |  |  |  |
| |                                                      |  |  |  |  |  |  |  |  |                                             |  |  |  |
| | 1. Ernst Ludwig, Đại Công tước Hessen và Rhein       |  |  |  |  |  |  |  |  |                                             |  |  |  |
| |                                                      |  |  |  |  |  |  |  |  |                                             |  |  |  |
| |                                                      |  |  |  |  |  |  |  |  |                                             |  |  |  |
| |                                                      |  |  |  |  |  |  |  |  |                                             |  |  |  |
| | 12. Ernst I xứ Sachsen-Coburg và Gotha               |  |  |  |  |  |  |  |  |                                             |  |  |  |
| |                                                      |  |  |  |  |  |  |  |  |                                             |  |  |  |
| |                                                      |  |  |  |  |  |  |  |  |                                             |  |  |  |
| |                                                      |  |  |  |  |  |  |  |  |                                             |  |  |  |
| | 6. Công tử Albrecht xứ Sachsen-Coburg và Gotha       |  |  |  |  |  |  |  |  |                                             |  |  |  |
| |                                                      |  |  |  |  |  |  |  |  |                                             |  |  |  |
| |                                                      |  |  |  |  |  |  |  |  |                                             |  |  |  |
| |                                                      |  |  |  |  |  |  |  |  |                                             |  |  |  |
| | 13. Công chúa Luise xứ Sachsen-Gotha-Altenburg       |  |  |  |  |  |  |  |  |                                             |  |  |  |
| |                                                      |  |  |  |  |  |  |  |  |                                             |  |  |  |
| |                                                      |  |  |  |  |  |  |  |  |                                             |  |  |  |
| |                                                      |  |  |  |  |  |  |  |  |                                             |  |  |  |
| | 3. Công chúa Alice của Vương quốc Liên hiệp Anh      |  |  |  |  |  |  |  |  |                                             |  |  |  |
| |                                                      |  |  |  |  |  |  |  |  |                                             |  |  |  |
| |                                                      |  |  |  |  |  |  |  |  |                                             |  |  |  |
| |                                                      |  |  |  |  |  |  |  |  |                                             |  |  |  |
| | 14. Vương tử Edward, Công tước xứ Kent và Strathearn |  |  |  |  |  |  |  |  |                                             |  |  |  |
| |                                                      |  |  |  |  |  |  |  |  |                                             |  |  |  |
| |                                                      |  |  |  |  |  |  |  |  |                                             |  |  |  |
| |                                                      |  |  |  |  |  |  |  |  |                                             |  |  |  |
| | 7. Nữ hoàng Victoria của Anh                         |  |  |  |  |  |  |  |  |                                             |  |  |  |
| |                                                      |  |  |  |  |  |  |  |  |                                             |  |  |  |
| |                                                      |  |  |  |  |  |  |  |  |                                             |  |  |  |
| |                                                      |  |  |  |  |  |  |  |  |                                             |  |  |  |
| | 15. Victoire xứ Sachsen-Coburg-Saalfeld              |  |  |  |  |  |  |  |  |                                             |  |  |  |
| |                                                      |  |  |  |  |  |  |  |  |                                             |  |  |  |
| |                                                      |  |  |  |  |  |  |  |  |                                             |  |  |  |